# Цифровой потенциометр

Пример условно графического обозначения цифрового потенциометра

Цифровой потенциометр (встречается в литературе как резистивный цифро-аналоговый преобразователь) — это электронный компонент с цифровым управлением, который имитирует функции потенциометра. Он часто используется для обрезки и масштабирования аналоговых сигналов микроконтроллерами.

## Принцип действия

Пример цифрового потенциометра с использованием резисторной цепочки

Цифровой потенциометр обычно состоит из интегральной схемы резисторной цепи, либо из ЦАП. Каждая ступень резисторной цепи имеет свой собственный коммутатор, который подключает эту ступень к выходной клемме потенциометра. Выбранная ступень цепи определяет коэффициент сопротивления цифрового потенциометра. В ЦАП разрешение сигнала, кратно битовым значением, например, 8 бит соответствуют 256 шагам; Наиболее распространённым является 8-битное разрешение, но доступны разрешения от 5 до 10 бит (от 32 до 1024 шагов). Цифровой потенциометр на таких протоколах передачи данных как шина I²C или шину последовательного порта; некоторые используют более простые протоколы цифровых выводов. Наиболее распространённое использование цифровых потенциометров — схемы, требующие регулировки для усилителей (обычно инструментальных усилителей), усиления звука при слабом сигнале и регулировка смещения сигнала.
Материалом резистора обычно является поликристаллический кремний или плёнка.
В основном цифровые потенциометры используют только энергозависимую память, данные не сохраняются при отключении питания (при включении сброс значений по умолчанию, обычно это среднее значение), их последнее положение может быть сохранено микроконтроллером которые работают в пару с ними, либо внешними устройствами такими как  FPGA, к которой они могут быть предварительно подключены. Некоторые цифровые потенциометры имеют собственную энергонезависимую память, поэтому их показания по умолчанию при включении питания будут такими же, как и до выключения.

## Ограничения использования
Основное их ограничение это амплитуда тока в десятки миллиампер. Кроме того, имеется ограничение по диапазону входного напряжения обычно ограниченным питанием микроконтроллера (0-5 В 0-3 В постоянного тока), поэтому для замены обычного потенциометра может потребоваться дополнительная схема усиления. Вместо кажущегося непрерывным управления, которое может быть получено с помощью многовиткового резистивного потенциометра, цифровые потенциометры имеют дискретные ступени сопротивления.
Другим ограничением является то, что для проверки пересечения нуля аналогового сигнала переменного тока часто требуется специальные схемы, позволяющие изменять значение сопротивления, не вызывая помех на выходе аудиоусилителя.
Энергозависимые цифровые потенциометры также отличаются от электромеханических тем, что их сопротивление будет корректно только при наличии номинального напряжения питания на микроконтроллере. В схеме операционного усилителя импеданс реального потенциометра в выключенном состоянии может быть измерен на этапе включения питания в отличие от цифрового потенциометра .

## Применение
- ЖК-контраст/яркость
- Калибровка датчика
- Цифровой регулятор громкости
- Программируемые компараторы
- Программируемые фильтры низких и высоких частот

## Альтернативы
- Моторизованный потенциометр

## Прочее
- Консольная автоматизация